# Naravne dobrine
Naravne dobrote je razširjen gospodarski pojem kapitala (izdelanih proizvodnih sredstev) za blago in storitve v zvezi z naravnim okoljem. Naravne dobrine so torej zaloga naravnih ekosistemov, ki daje tok dragocenega blaga ali storitev ekosistemov v prihodnost. Na primer: zaloge dreves ali rib zagotavljajo dotok novih dreves ali rib, tok ekosistema je tako lahko trajnostno neomejen. Naravne dobrine so lahko tudi storitve, kot so recikliranje odpadkov ali povodja in obvladovanje erozije.Pretok storitev iz ekosistemov je zahtevna in deluje kot celotni sistem tako strukturno kakor raznolikostno in so zaradi tega pomembne sestavine naravnega kapitala.

## Ozadje
V Naravnem Kapitalizmu: Ustvarjanje Naslednje industrijske revolucije so avtorji videli svetovno gospodarstvo kot največje v gospodarstvih z naravnimi viri in ekosistemskih storitev katere nas vzdržujejo.To pomeni, da moramo stvarem pripisati vrednost, kot so človekova inteligenca in kultura na ogljikovodike, minerale, drevesa, in mikroskopskih gliv.Avtorji trdijo, da zaradi bistvenega odnosa z dragocenimi zemeljskimi viri podjetja in ljudje, ki jih podpirajo še vedno obstajajo. Knjiga ima veliko praktičnih predlogov za podjetja se zanimajo za trajnostno prihodnost.
Po mnenju avtorjev, "naslednja industrijska revolucija" je odvisna od štirih osrednje razkritih strategij: "Ohranjanje virov z učinkovitejšim proizvodnim procesom ter ponovna uporaba materialov kot je bilo ugotovljeno v naravnih sistemih, spremembe v vrednosti količine od kakovosti in vlaganje v naravne dobrine ali obnavljanje in ohranjanje naravnih virov. "
Naravni dobrine so v knjigi Naravni kapitalizma opisane kot metafora za mineralne, rastlinske in živalske od biosfere Zemlje, če ga razumemo kot sredstvo za proizvodnjo kisika, vodni filter, erozije preventer ali ponudnik drugih ekosistemskih storitev.Pristop k vrednotenju ekosistema nam daje tradicionalna alternativa glede na vse ne-človeško življenje kot pasivni naravni vir daje zamisel o ekološkem zdravju.Vendar pa človeškega znanja in razumevanje naravnega okolja ni nikoli popolna zato mejo naravnih dobrin širimo ali uvajajo pogodbe, kot so znanje, ki ga pridobimo ali izgubimo.
V tradicionalni ekonomski analizi proizvodnih dejavnikov naravne dobrine običajno razvrstimo kot "zemljišče" ki se razlikuje od "kapitala" v svojem prvotnem smislu.Zgodovinsko razlikovanje med "zemljiščem" in "kapitalom", je v tem da je zemljišče naravni vir in njegovo ponudbo je treba določiti, medtem ko ima kapital kot je bilo prvotno določeno le vrednost človeškega blaga,(na primer, Georgism )).Pojavlja se je trditev, da je to koristno, saj lahko na veliko naravnih sistemov gledate kot na dobrino, ker jih je mogoče izboljšati ali razgraditi s človeškimi dejanji v daljšem časovnem obdobju (glej tragedijo commons), samo je pogled na njihovo proizvodno zmogljivost, ki jo določa narava sama zavajajoče.Poleg tega so seveda koristi, ki so pridelane s strani ljudi tiste, ki so storitev narave, in sicer 17 od njih je natančno analiziral Robert Costanza.Te koristi so v nekaterih pogledih podobne tistim, ki so ga ustvarili lastniki infrastrukturnega kapitala, ki prinaša več blaga, npr tovarno, ki proizvaja avtomobile prav tako proizvaja jablana jabolka.
Izrazi in metafore so bile prvič uporabljene za EF Schumacher v knjigi Majhno je lepo in so tesno označene z Herman Daly, Robert Costanza, Biosfera 2 projekta in Naravni kapitalizem kot ekonomski model Paul Hawken, Amory Lovins, in Hunter Lovins do nedavnega, ko so ga začeli uporabljati politiki predvsem Ralph Nader, Paul Martin Jr. in agencija britanske vlade vključno Londonski zdravstveni observatorij.Nekateri ekonomisti in politiki, med njimi tudi Martin, verjamejo, da naravni ukrepi kapitala imajo ključno vlogo pri oskrbi z denarjem in pri meritvi inflacije v sodobnem gospodarstvu.Kažejo pomanjkanje neposredne povezave med merjenjem blaginje in kazalniki, kot so BDP na negospodarsko rast
Sprejeti kazalniki za ohranjanje Združenih narodov za okolje je svetovni center za spremljanje in organizacije za gospodarsko sodelovanje in razvoj (OECD) za merjenje naravne biotske raznovrstnosti uporabljajo izraz na nekoliko bolj specifičen način vendar vsi uporabniki izraz razlikujejo naravno od umetno izdelanega kapitala ali infrastrukturni kapital na nek način.Osnovno načelo se ne zdi sporno čeprav je veliko polemik na ekološki kazalnik zdravja, vrednost naravnih storitev in Zemlje same, enotne metode ekosistemskega vrednotenja, meritev biotske raznovrstnosti in metode revizije, ki se lahko uporabljajo za te storitve, sistemi in biomih.
Celotni stroški računovodstva, trojne spodnje meje, merjenja blaginje in drugih predlogov za reforme računovodstva pogosto vključujejo predloge za merjenje "ekološkega primanjkljaja" ali "naravnega primanjkljaja" ob socialnem in finančnem primanjkljaju.S primankljajem je težko ukrepati ne da bi dosegli nekaj dogovora o metodah vrednotenja in revizije globalne oblike naravnega kapitala (npr. vrednost zrak, voda, zemlja).
Koncept naravnih dobrin pomeni, da je stopnja gospodarskega varčevanja je nepopolno merilo saj se državno varčevanje meri kot vlaganje v umetne dobrine.Pristno stopnjo varčevanja v državi izračunava svetovna banka ob upoštevanju pridobivanja naravnih virov in ekološke škode, ki jih povzročajo emisije CO2.
Da so izrazili vrednost ekosistema so ekologi delovali v skupinskem delu z ekonomisti za merjenje bogastva ekosistemov, kot način za iskanje rešitev na krizo biotske raznovrstnosti. Nekateri raziskovalci so poskušali, da se na dolar natisne sliko za storitve ekosistemov, kot je vrednost, ki jo je kanadski borealni gozd prispeval k storivi globalnih ekosistemov.Ekološko nedotaknjen borealni gozd je ocenjen na vrednost US $ 3700000000000.Borealni gozdni ekosistem je eden največjih atmosferskih regulatorjev planeta in shrani več ogljika kot katera koli druga BIOMA na planetu. Letna vrednost za ekološke storitve Borealnega gozda je ocenjeno na vrednost US $ 93200000000, oziroma 2,5 večja od letne vrednosti pridobivanja virov.Gospodarsko vrednost 17 ekosistemskih storitev za celotno biosfero (izračunana leta 1997) je ocenjena na povprečno vrednost US $ 33000000000000 na leto. Te ekološke gospodarske vrednosti trenutno niso vključene v izračun nacionalnih računov dohodka, BDP in nimajo nobene cene, atributov saj obstajajo večinoma zunaj globalnih trgih. pospešitev izgub naravnega kapitala gre neopaženo z glavnih denarnih analiz.

## Sklic
1. ↑  Hawken, Paul; Amory Lovins; Hunter Lovins (1999). Natural Capitalism: Creating the Next Industrial Revolution.
2. 1 2  Book Review: Natural Capitalism Arhivirano 2010-01-03 na Wayback Machine. from Socialfunds.com. Retrieved April 2009.
3. ↑   - Progress and Poverty by Henry George, Chapter 2
4. ↑  http://www.henrygeorge.org/def2.htm
5. ↑  Schumacher, E.F (1973). Small is Beautiful:  A Study of Economics As If People Mattered.
6. ↑  Edwards, P. J.; Abivardi, C. (1998). »The value of biodiversity: Where ecology and economy blend«. Biological Conservation. 83 (2): 239–246. doi:10.1016/S0006-3207(97)00141-9.
7. ↑  Naidoo, R.; Malcolm, T.; Tomasek, A. (2009). »Economic benefits of standing forests in highland areas of Borneo: quantification and policy impacts« (PDF). Conservation Letters. 2: 35–44. Arhivirano iz prvotnega spletišča (PDF) dne 4. septembra 2011. Pridobljeno 21. decembra 2011.
8. ↑  Zhoua, X.; Al-Kaisib, M.; Helmers, M. J. (2009). »Cost effectiveness of conservation practices in controlling water erosion in Iowa«. Soil and Tillage Research. 106 (1): 71–8. doi:10.1016/j.still.2009.09.015.
9. ↑  Jonsson, M.; Wardle, D. A. (2009). »Structural equation modelling reveals plant-community drivers of carbon storage in boreal forest ecosystems«. Biology Letters. 6 (1): 1–4. doi:10.1098/rsbl.2009.0613. PMC 2817262. PMID 19755530. {{navedi časopis}}: |access-date= potrebuje |url= (pomoč)
10. ↑  Costanza, R.;  in sod. (1997). »The value of the world's ecosystem services and natural capital« (PDF). Nature. 387 (6630): 253–260. doi:10.1038/387253a0. Arhivirano (PDF) iz spletišča dne 29. novembra 2003. Pridobljeno 21. decembra 2011.
11. ↑  Ferguson, K. (2006). »The True Value of Forests«. Frontiers in Ecology and the Environment. 4 (9): 456.
12. ↑  Anielski, M.; Wilson, S. (2005). »Counting Canada's Natural Capital: Assessing the Real value of Canada's Boreal Ecosystems« (PDF). Can. Bor. Ini., Pembina Institute, Ottawa. Arhivirano iz prvotnega spletišča (PDF) dne 15. februarja 2006. Pridobljeno 21. decembra 2011.
13. ↑  Wakernagel, M.; Rees, W. E. (1997). »Perceptual and structural barriers to investing in natural capital: Economics from an ecological footprint perspective«. Ecological Economics. 20 (1): 3–24. doi:10.1016/S0921-8009(96)00077-8.